# Ana Matnadze
Ana Matnadze, en georgiano  ანა მათნაძე, nació en Telavi, Georgia, el 20 de febrero de 1983. Es una jugadora de ajedrez que representa actualmente a España. Alcanzó la categoría de maestro internacional y Gran Maestro Femenino.

## Biografía
Su madre le enseñó a jugar al ajedrez a los cuatro años y empezó a viajar a los seis (conoce más de cien países); poco después ya tenía como entrenadora a la excampeona del mundo Nona Gaprindashvili, uno de los grandes ídolos de los georgianos. Siguió entonces un entrenamiento intensivo de diez horas diarias. Jugó el Mundial sub-10 en Bratislava (Checoslovaquia) y lo ganó. La bautizaron por el rito ortodoxo a los doce años. Siguieron otros éxitos: pentacampeona de Europa (dos sub-12, un sub-14, dos sub-16) y campeona del mundo sub-14. Ya en la adolescencia empezó a desarrollar otra de sus pasiones, la aviación. Matnadze se convirtió en Maestra Internacional Femenina (WIM) en 1999, en Gran Maestra Femenina (WGM) en 2002, y en Maestra Internacional (IM) en 2006. Empezó a frecuentar España y jugaba en la Liga Catalana los fines de semanas durante tres meses combinándola con otros torneos hasta que, en 2004, decidió vivir en Barcelona. Licenciada en filología germánica en Tiblisi, domina los idiomas español, georgiano, ruso, alemán, inglés, portugués y catalán. Ha participado en numerosas sociedades y actividades benéficas y, fascinada por los vampiros, es personaje protagonista de un libro de Miguel Álvarez Morales, Anna La Vampiresa (2012, ISBN 4-871-87663-2).

## Resultados destacados en competición
El presidente de Georgia, Eduard Shevardnadze, la llamó cuando tenía 10 años para asignarle una misión patriótica: que fuera campeona del mundo alevín de ajedrez. Ana Matnadze lo hizo, y ese oro marcó su vida. Ganó en el año 2004 el campeonato de Georgia de ajedrez, en la categoría absoluta y en la femenina. Obtuvo dos campeonatos de Europa sub-12, un sub-14 y dos sub-16, y fue campeona del mundo sub-14.
En junio de 2016, quedó undécima en el campeonato europeo femenino. Mes y medio después se proclamó campeona femenina de España. Muy habilidosa en ajedrez relámpago, en 2017 ganó su cuarto título de campeona de España en esta modalidad. Los otros los conquistó en 2013, 2014 y 2016.
Representó a España en las olimpiadas de 2012 (en el primer tablero), 2014 (7,5 puntos sobre 10, medalla de plata individual en el tercer tablero) y 2016 (en el tercer tablero). Disputó en el equipo de España los campeonatos de Europa femeninos de 2013 y 2015, ganando la medalla de plata individual en el segundo tablero. En 2017 logró la medalla de bronce por sus resultados en el tercer tablero de la selección nacional femenina en el Campeonato de Europa de Naciones celebrado en Creta (Grecia).

## Reconocimiento
Gran Maestro Femenino otorgado por la FIDE.